# Max Perutz
Max Ferdinand Perutz (Viena, Imperio austrohúngaro, 19 de mayo de 1914-Cambridge, Inglaterra, 6 de febrero de 2002) fue un químico británico, de origen austríaco, galardonado con el Premio Nobel de Química del año 1962.

## Biografía
Nació en la ciudad de Viena, entonces capital del Imperio austrohúngaro y hoy en día de la república de Austria. Estudió química en la Universidad de Viena, donde se licenció en 1935. Al año siguiente ingresó en el Laboratorio Cavendish de la Universidad de Cambridge en Inglaterra como estudiante de investigación bajo la dirección de John Desmond Bernal. Durante la II Guerra Mundial (1939-1945) fue arrestado acusado de ser enemigo del gobierno británico y pasó dos años (1941-1943) en campos de prisioneros. En 1943 fue liberado y en 1944 se le permitió reanudar su trabajo en Inglaterra.
En 1962 llegó a ser presidente del Laboratorio de Biología Molecular de Cambridge, cargo que ocupó hasta 1979.
En 1942 Perutz se casó con Gisela Clara Mathilde Peiser (1915–2005), una fotógrafa médica, con la que tuvo dos hijos: Vivien (n. 1944), una historiadora de arte; y Robin (n. 1949), un profesor de Química en la Universidad de York.

## Investigaciones científicas
En los Laboratorios Cavendish inició su investigación acerca de la hemoglobina. En el laboratorio de biología molecular del Britain's Medical Research Council, y en colaboración con John Kendrew, continuó estudiando la estructura de las proteínas de la hemoglobina, en particular la hemoglobina de la sangre de caballo mediante la difracción de rayos X.
A principios de la década de 1950 Perutz fue nombrado mentor de James D. Watson, momento en el cual Watson determinó, junto a Francis Crick, la estructura del ácido desoxirribonucleico (ADN).
En 1953 descubrió que, incorporando un átomo pesado (oro o mercurio) a cada una de las moléculas de la red cristalina de la hemoglobina, se producían pequeñas modificaciones en su correspondiente posición. La interpretación de ello le permitió dar a conocer en 1960 el primer modelo tridimensional de la molécula de la hemoglobina. En 1959 consiguió determinar la estructura molecular de la mioglobina, por la cual Perutz y Kendrew fueron galardonados con el Premio Nobel de Química de 1962.
| Predecesor: Melvin Calvin | Premio Nobel de Química 1962 | Sucesor: Giulio Natta Karl Ziegler |

- Datos: Q78480
- Multimedia: Max Perutz / Q78480